# Jimmy Hamilton (Jazzmusiker)

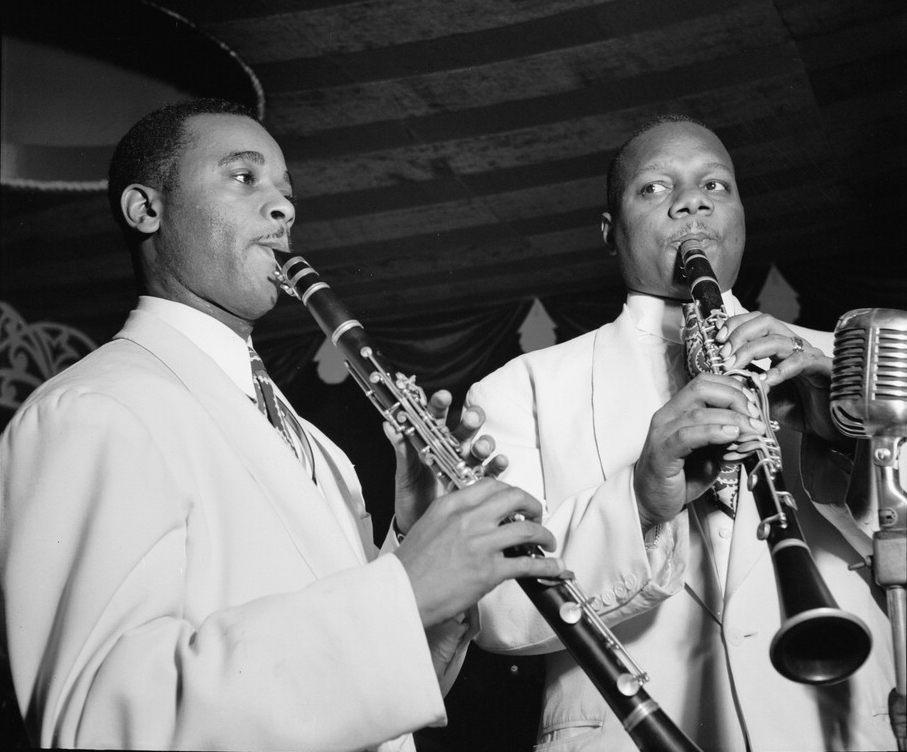
Jimmy Hamilton und Harry Carney, Aquarium NYC, ca. November 1946.
Fotografie von William P. Gottlieb.

James H. „Jimmy“ Hamilton (* 25. Mai 1917 in Dillon, South Carolina; † 20. September 1994 in Saint Croix, Jungferninseln) war ein US-amerikanischer Jazz-Klarinettist, Tenorsaxophonist, Arrangeur, Komponist, Musiklehrer. Er arbeitete 25 Jahre mit Duke Ellington.

## Leben
Hamilton wuchs in Philadelphia auf, lernte zuerst das Klavierspiel und verschiedene Blasinstrumente. In den 1930er Jahren begann er seine Karriere in verschiedenen lokalen Bands, wo er Klarinette und Saxophon spielte. Ab 1939 arbeitete er bei Lucky Millinder, dann bei Jimmy Mundy und Bill Doggett, 1940 wurde er Mitglied des Teddy Wilson Sextetts. Nach zwei Jahren bei Wilson arbeitete er mit Eddie Heywood und Yank Porter.
1943 ersetzte er Barney Bigard im Duke Ellington Orchester, er blieb bis 1968 bei Ellington. Sein Stil war auf den beiden Instrumenten unterschiedlich: Auf dem Tenorsaxophon hatte er einen Rhythm-and-Blues-Sound, während er auf der Klarinette präziser und fließender spielte, wie bei seinem Solo in der Newport Festival Suite zu hören (Ellington at Newport, 1956). Harry Carney meinte zu seinem Klangbild, „es sei genau die Klarinette, die ich gern spielen können würde – sehr leicht mit einem wunderbaren Ton“.
Nachdem er das Ellington-Orchestra verlassen hatte, spielte Hamilton freelance, spielte mit Lucky Thompson, Ernie Royal, Oscar Pettiford, Clark Terry, Paul Gonsalves und Jimmy Rowles und arbeitete als Arrangeur, in den 1970er und 1980er Jahren zog er sich auf die Virgin Islands zurück, wo er als Musiklehrer arbeitete und nur noch gelegentlich in die USA für Auftritte zurückkehrte, so für John Carters Clarinet Summit oder mit David Murray. In seinem Ruhestand hatte er von 1989 bis 1990 eine eigene Band.

## Diskografie als Leader
- 1954: Jimmy Hamilton Orchestra (Jazz Kings)
- 1955: Jimmy Hamilton (Urania)
- 1960: Swing Low Sweet Clarinet (Everest)
- 1961: It’s About Time (Swingville)
- 1961: Can’t Help Swinging (Prestige)
- 1985: Rediscovered Live at the Buccaneer (Who’s Who in Jazz)
- 1991: Jimmy Hamilton & the New York Jazz Quintet (Fresh Sound)
- 1997: Sweet but Hot (Drive Archive)
- 1999: Jazz in July: at the Lafayette Club (Hambone Records)
- 1999: Live at the Bucaneer (Jazz Time)

## Sammlung
- The Benny Morton and Jimmy Hamilton Blue Note Swingtets (1945). Mosaic, 1986. – 1 LP mit Ray Nance, Henderson Chambers, Otto Hardwick, Harry Carney, Jimmy Jones, Oscar Pettiford, Sid Catlett